# Tuissan
Tuissan (en francès Tuchan) és un municipi francès situat al departament de l'Aude i a la regió d'Occitània. En català és Tuixà.